# 夜行 (結界師)
夜行（やぎょう）とは、田辺イエロウの漫画『結界師』に登場する団体の一つである。

## 概要
裏会の実行部隊の一つで、頭領は墨村正守、副長は刃鳥美希。所属者は約100名。
能力の使い方を知らない者を一時的に引き取り、教育することもある。裏会の中でも若い者やはみ出し者が中心の集団だが、異能者同士で一種の擬似家族のような関係を形成し、実際は和気藹々と活動している。比較的最近生まれたばかり。
現在は、裏会の命で烏森の監視も請け負っている。しかし総本部（特に十二人会）の一部からはいとわしく思われている。妖混じりが完全変化することは禁止されている。構成員のほとんどは夜行の本部か烏森支部に住んでいる（ちなみに他の支部はない）。
構成員のほとんどは正守を慕っているが、中には正守に不信を抱いている者もいるらしく、一枚岩とまでは言えない。裏会総帥の手によって十二人会幹部が次々に殺害されたことに伴い、一時的に組織を縮小しつつあった。
裏会総帥による裏会崩壊事件後は、総帥の城から保護された身元不明の人形たちの保護も行っており、組織として立ち直ってきている。

## 主要人物
墨村 正守（すみむら まさもり）
声 - 宮内敦士
夜行頭領。詳細は十二人会を参照。
刃鳥 美希（はとり みき）
声 - 村山香月
20歳。夜行副長。夜行のNo.2。髪の色は緑色。
性格は作者曰く「クールに見せて超クール」。黒兜が誕生したとき容赦ない攻撃をしたり、正守が扇一郎の元に独断で戦いに行ったときには怒ってストライキを起こしたりと何処か時音に似ている。スタイルが良く閃は時音よりも腰が細いと評している。
正守が急用の時は、正守の代役として仕事をしたり部下に指示を出すことがあるなど優秀である。正守から様々な話（良守や奥久尼のことなど）を聞いており、正守の信用ぶりがうかがえる。仕事のときや正守の前では表情一つ崩さないが、幹部会帰りの正守のことなどを行正などに愚痴をこぼすこともある。
多忙な正守を陰で支えるが、正守が扇一郎と決闘したことを知ったときは、正守の身勝手な行動に怒って夜行の女性陣ごとストライキを起こした。その時、夜行は書類がつくれない（パソコンが使えない）、トイレがたくさん壊れる（普段は刃鳥が直していた）、など混乱が起き、彼女の存在がいかに夜行にとって重要であるかがうかがえる出来事となった（正守がカリスマ面のリーダーとすると彼女は実務面のリーダーとも言える）。なお、作者によれば夜行の予算は彼女が握っている。
断頭島に時音が幽閉された時は、時音の身元引受人として良守に協力した。正守が部下と共に再び扇一郎と決闘しようとしているのを聞いた後は、正守に「一人で抱え込まないでほしい」と言った。
黒羽（くろばね）
左腕の模様から放たれる羽状の矢のようなもの。その模様は染木文弥によって彫られた。
貫くことを目的としたものであり、大きさは自在に変えられる。また左腕から巨大な羽をはやして落下スピードを落としたこともある（本来飛行用ではないので飛べない）。

## 戦闘班
巻緒 慎也（まきお しんや）
声 - 板倉光隆
戦闘班主任。雑務を全て行正に任せているらしい。武光や轟といっしょにいることが多い。
自身の影を立体化させて操る呪現化能力者。影はものに触ることができ、糸や紐のように形を変え、木を持ち上げられるほど。実戦時には妖を影で動きを止めるなどサポートをしながら仲間に指示を出す。
烏森に派遣される裏会総本部の人間を追い出すために、武光、轟らと共に烏森に派遣される。
アニメ42話にて原作に先駆けて名前が判明。アニメでは「影使いの巻緒」と自称している。
志々尾 限（ししお げん）
声 - 宮下栄治 幼少時代：田中真弓
14歳。妖混じり。結界師補佐役として烏森に派遣され、烏森学園中等部2年1組に編入する。
統合型の妖混じりで完全に变化するとライオンのようなたてがみをもつ獣の姿になる。獣系故に鼻が利き、身体能力・攻撃能力も高い。また、腕だけなど一部分を変化させることも可能。
幼少時から近所の子供たちや暴力的な実の兄たちからいじめ（虐待）を受け続け、その抵抗のためにふるった暴力のせいで両親に疎まれるも、唯一姉の涼のみが優しく接していた。その後、妖混じりとしての能力が目覚めて近所の子供や兄たちを傷つけてしまい、それが原因で限の裏会入りを両親が決め、涼が承認したことで自分が皆から拒絶されたと思い覚醒。翡葉をあっさりと倒し、自身を心配して追ってきた涼を傷つけてしまう。その後、墨村正守と交戦し、裏会に連れて行かれる。そして体に妖混じりの能力を制限する炎縄印を刻まれ、夜行に入った。
以上のような経緯により、妖混じりであることにトラウマを持つが、同時に自らの能力が存在意義となっている。人付き合いが苦手。常にそっけない態度をとり、夜行の中でも学校でも孤立している。ただし、一部の女子からは人気がある。本来は真面目で思いやりがあり、純朴な少年。良守には苦手であるにもかかわらず甘いものを食べたり、時音とは仲良く見えると発言するなど、不器用ながら優しい一面を見せる。
自分が特別な存在ではなく生きていける世界を示してくれた正守を尊敬しており、正守も使命がなければ生きられない限を理解しており、限の成長に必要な任務を与えていた。裏会入り後、涼は何度も手紙を送るも限は手紙を受け取りを拒否しており一度も開けていなかった。正守は限の心の整理がついたら渡すつもりだったらしい。
黒芒楼の最初の烏森への総攻撃の際、牙銀の圧倒的な力に完全変化を決意する。そのとき、良守の言葉で心の迷いがなくなり、完全変化を遂げても自分を保つことができた。そして良守や時音と共に牙銀を追い詰める。しかし、後一歩のところで火黒の奇襲によって致命傷を受けて死亡してしまう。このことが良守の黒芒楼打倒への思いを強くさせた。
後に真界で良守によって出現し、宙心丸の遊び相手となるよう頼まれた。
白道（はくどう）
声 - 樫井笙人
剃髪の細身の青年。
月刃（げっぱ）という、皿状のカッターを生み出して飛ばす能力を使う（一度に複数放つことが可能だが命中率は悪い）。
黄道とよく行動を共にしている。夜未が裏会を裏切ったときには冷酷とも言える言葉を言った。ただ、11巻以降そういう姿は見られない。能力ゆえか、座禅などの精神修行が多い模様。
良守と閃を救出するための黒芒楼へ行くメンバーに選ばれるなど、正守からの信頼が厚い。総本部に勤めており、普段はそこで暮らしている。総本部襲撃で日永に支配され支配下に置かれた。
黄道（おうどう）
声 - 奈良徹
剃髪のがっしりした体型の青年。11巻では（こうどう）と誤植されている。
炎陽玉（えんようぎょく）という、当たると大爆発を起こす巨大なエネルギーの光球を生み出して飛ばす能力を使う。
炎陽玉が連発ができないゆえか白道と行動を共にすることが多い。炎陽玉を遠くに飛ばすため、実戦時には仲間が炎陽玉を棍棒や刀などで打つことが多い。能力ゆえか、座禅などの精神修行が多い模様。
良守と閃を救出するための黒芒楼へ行くメンバーに選ばれるなど、正守からの信頼が厚い。白道と共に総本部に勤めており、普段はそこで暮らしている。総本部襲撃で日永に支配され支配下に置かれた。
八重樫 大（やえがし だい）
13歳。異能者。無口だが、表情は豊か。
能力は分身（分身に実体はなく、あくまで陽動程度）。攻撃手段は針。
行正らとともに妖を退治に行ったとき、突如土地神クラスが現れ、重傷を負う。
行正 薫（ゆきまさ かおる）
声 - 影平隆一
真面目な性格のためか巻緒から雑務を全て任せられている苦労人。
柄にオーラのようなものを纏わせる能力を持ち、それを使って戦う。
訓練の際は武光とよく一緒に行う。訓練の時は木刀や真剣を使う模様。
良守と閃を救出するための黒芒楼へ行くメンバーに選ばれるなど、正守からの信頼が厚い。八重樫大らとともに妖を退治に行った際、土地神クラスの妖が現れ、仲間3人を失う。刃鳥によれば、謹慎処分を受けていた。元々無道の部下だったが、たまたま僻地の任務についていたため、殺されずに済んだ。
メガネ侍/武光 喜朗（たけみつ よしろう）
声 - 増田裕生
大刀を使用する呪現化能力者。着物にメガネをかけ、長髪。なにかと損な役が多い。
轟や巻緒といっしょにいることが多いが訓練は行正と行うことが多い。アニメの36話では、一瞬、彼らしい人物が登場した。巻緒、轟らと共に烏森に派遣される。
アニメ42話にて原作に先駆けて名前が判明（原作では「メガネ侍」と呼ばれていた）。アニメでは「メガネ一刀流」と自称している。
轟 大吾（とどろき だいご）
声 - 藤井啓輔
妖混じり。
良守の家の鉄球を素手で軽々と持ち上げるほどのパワーを持ち、巨大な手裏剣や棍棒や鎖のついた巨大な鉄球などを使用している。黄道の炎陽玉を遠くへ飛ばすのも彼。
武光や巻緒といっしょにいることが多い。武光、巻緒らと共に烏森に派遣される。
アニメ42話にて原作に先駆けて名前が判明。アニメでは「ホームランの轟」と自称している。
花島 亜十羅（はなしま あとら）
#教育班参照。
章樹（しょうき）
声 - 明平鉄平
アニメオリジナルキャラクター。18歳。かなり口が悪い。
武器は右手に鉄鉤をつけたもの。
限が来るまで戦闘班の先鋒だったようで限に嫉妬していた模様。限と決闘し、（というより全く相手にされず）一撃で敗北するが逆ギレして限の過去に触ることを言い、怒った限に半殺しにされた。

## 諜報班
細波 慧（さざなみ けい）
諜報班主任（現在は暫定主任）。実質、夜行のNo.3。普段は和服だが仕事の関係上スーツを着ることもある。
能力の弊害か臆病なほど慎重な性格であり、心が読めない相手を恐れ拒絶する傾向がある。
夜行設立時からの構成員の一人であり、正守が設立に踏み切る要因ともなった重要人物で夜行のメンバーからは慕われている。
異能者で精神系能力者。人の心を読むことができる能力を持つ。有効範囲は10m程度。また、心を読む際に水をイメージとして用いる。公には催眠・洗脳術師ということで人の心を読めることは秘密にしてある。
扇一郎に通じていた裏切り者であり、正守の幹部入りや志々尾の情報などを流すなど、黒芒楼の一件においては夜行の被害の間接的な原因となる。そのようなことが原因で現在、諜報班主任から外されている。正守に凄まれ夜行脱退を考え直すも、素直に従うでもない態度を取り続け本意は知れない。正守に扇一族を陥れる情報を探すよう命じられた。また閃から聞いた蛇の目の予言について調べている。
正守の指示に従い、氷浦を調べる際に初めて良守と対面した。
翡葉 京一（ひば きょういち）
声 - 井上剛
腕を隠すためか幅広のコートを羽織る、キリッとした端正な顔をした青年。アニメでは薄灰色の髪をしている。
寄生型の妖混じり。左腕に寄生した植物型の妖を意のままに操る。腕だけでは戦闘能力が低いので1本入れるだけで気絶する毒があるナイフ（短剣）を使い敵に毒をぶち込む（限など相手によっては数本必要になる模様）。
烏森の監視役として派遣されており裏会と墨村家や雪村家とのパイプ役をしている模様。正守をかなり尊敬しているが、良守には名前を完全に覚えられていない。夜行・烏森支部では押入れの上段で寝ている模様。
限のことは暴言を連発するほど嫌っているようだが、微笑しながら限の烏森残留決定を伝え、喜ぶ良守たちの様子を見て見守るように去ったり、限が火黒の手で致命傷を与えられた際に驚愕するなど、心の底ではどう考えているか分からない。しかし本人曰く「死んで欲しいとまで思っていない」とのことで、アニメでは限が死んだことを悲しんでいた。
影宮 閃（かげみや せん）
声 - 木村良平
14歳。中性的な顔の少年で髪の色は黄色。好物はスルメで野菜嫌い。
なお、中性的な顔立ちだが、そのことを言われることを嫌っており、怒ると爪で相手のこめかみを刺す。
ツメを伸ばす能力を持つ。また完全変化に進んで行くにつれ頬に3本模様がでる（但し、完全变化はしにくい模様）。
妖気の探知・分析を主とし、戦闘よりも妖気や気配を消しての諜報活動が得意。表層だけなら他人の心を読むこともできる（範囲は半径50m、その際、目が少し変化するので直すようにと細波から注意されている）。
妖混じりだが妖混じりの中では弱いほうであること、自分の能力が前線向きでないことに劣等感を持っており、そのため同い年でありながら前線を担う限や良守を羨望している節がある。また、自分より強い限がやられてしまったため、少々投げやりになっていた時がある。細波とは師弟関係にあり彼を慕っていた。会羽山では女に間違われ、飛丸のいたずらでおみやげの箱から出てきた雲が消えるまで巨乳になるという散々な目にあった。
昆虫が大嫌いで、見た途端に騒ぎ出す（そのため良守に、女の子みたいだと言われた）。頭は良く、烏森学園では適度に授業をサボりながら提出物はこなしている（本人にすれば中学校の勉強は簡単らしい）。
時音とは仲があまり良くなく、言い争うことが多い。その理由の一つとして時音に何度もセクハラをしていること挙げられる。時音に「短パン女」というあだ名をつけている。
2度目の黒芒楼襲来の時、良守の跡をつけて捕まり人質となる。そこで良守に助けられ自分も役に立ちたいと火黒の探知を行うが火黒は人皮をかぶっていたため失敗。火黒と良守の戦いで良守が火黒を怒らせ、絶体絶命の時、彼を救おうとし、良守に特殊な絶界（真界）を発動させる要因をつくった。この一件を機に良守と友情が芽生え、以来良き友人関係を築いている。
その後、諜報班に移動し、烏森学園中等部に編入。正守からの密命により烏森の正統継承者の調査を行う。良守の緊張感の無い態度に苛つくことはあるが、術師としても友人としても信頼しており、同じクラスということもあって仲は良い。また、時音に対して奥手な態度をとる良守にお節介を焼くなど面倒見も良い。限が亡くなって以来、夜行のメンバーの中でも良守の友人としての側面が最も強く描かれている人物である。
烏森が封印され、全てが終わった後も良守とは連絡を取り合っているようで、良守から送られてきた氷浦への「夜行入隊記念」のシャープペンシルを氷浦に渡していた。作者曰く「このマンガ一のツンデレキャラ」。
秋津 秀（あきつ しゅう）
声 - 増川洋一
15歳。妖混じりの統合型。トゲトゲした髪に細いツリ目の青年。
諜報班の他にも食料調達班や調理班にも所属している器用な人物。
背から羽を生やすことができる能力を持つが、人を乗せて飛ぶと疲れるらしい。また完全変化すると、吸血鬼を彷彿とさせる風貌になり、あちこち破壊することはないが通常の倍以上の速さで飛び回る。性格は普段の温厚なものから凶暴となり、人を襲うこともある（主に若い女性の血を吸うが、男性の血を吸えないわけではない）。
おだやかで明るく社交的で友好的な性格。社交的すぎて喋り過ぎる事もあり、良く閃に抑えられることもよくあるが、年上の立場から閃を諌めることもある。
閃の補佐役として烏森の調査の任につき、烏森学園高等部に編入する。
デビルイヤー
妖混じりの能力で耳をとがったように変化させ、遠くの音声を聞き分ける。
箱田（はこた）（息子）
声 - 山口登
常に紙袋のようなものを被って全身タイツのような服装の青年と思しき人物。
正確には烏森支部の人間ではなく、母が家事サポート等で夜行にいるため烏森支部にいる。
かなり気弱な性格で良く母に「僕ちゃん」と呼ばれフォローされている。読唇術も使える。少年サムデーを愛読している。
異能者で希な強い「千里眼」を持つ（戦闘能力は皆無）。遠距離からでも対象物を視認することができ（かなり遠くまで見渡すことができる）探査用に重宝されている。
断頭島では千里眼で見た炎上寺彩子に恐怖を抱いていた。

## 運送班
主任は蜈蚣だが、大量に移送できる手段を使えるのは彼だけなのでほとんど一人で活動している。
蜈蚣（むかで）
声 - 渡辺穣
異能者の運送班主任。ボサボサ風の髪型で口もとを布で覆った青年で寡黙な性格。
異能者で口から出す黒い糸状のもので、巨大なムカデのような形の物を作り出す。このムカデは空を飛んで移動できる他、大きさも数も自由に変えることが出来、一人乗りのものを生み出すこともできる。ただし霊感のない人にも見えるので、出す際には注意が必要。
能力は作れば相応に力を消費し疲れるため、疲れていたのを正守に心配されていたことがある。
夜行で大量に運ぶことができるのは彼だけなので重宝されていて非常に忙しい。正守の仲間に遠慮はいらないという言葉から、1足1000円という商売をはじめたこともあった。

## まじない班
人数は少なくほぼ医療班と掛け持ちしている。
染木 文弥（そめぎ ふみや）
まじない班主任。呪刻師。17歳。左頬と両腕に紋様を描いた長髪の男。
まじないを紋様にして彫ることができる（限の炎縄印や刃鳥の黒羽を彫ったのも彼である）。また、能力使用時には人相が変わる。
箱使いの事件の時は術を使って箱のことを調べていた。その後、烏森襲撃対策として烏森支部に異動した。
自信家であるがそれは彼の実力に由来するものである。実際、彼の創り出したまじない除けはまじないの天才であるミチルから高く評価され、またまじない殺しはカケルのまじないを見事に破壊した。
織原 絲（おりはら いと）
解呪師。17歳。ツインテールの可憐な見た目の少女。まじないの解読や解除を得意とする。
非常に恥ずかしがり屋で白尾曰く「シャイガール」。だが染木に懐いており、同い年だが妹のような感じで、そばに近寄ったり会話をする事も平気な模様。
自身の管理者である人形と布を巻いた糸車のような物を出現させて、対象物に使用する（巻いてある布が無くなることは力が限界であることを意味する）。
箱使い事件の時は術を使って箱のことを調べていた。その後、烏森襲撃対策として染木と共に烏森支部に異動した。

## 教育班
夜行に所属する子供の初期教育を行う。
花島 亜十羅（はなしま あとら）
声 - 高乃麗
教育班主任。妖獣使い。24歳。
ロングウェーブに褐色の肌をした体育会系の美人（白尾曰く「グラマー」）。
仲間想いで面倒見がよく、夜行における母親的な存在。
正守と並んで、限のことを心配していた数少ない人物（ただし、当の本人からは苦手意識を抱かれていた）。
妖獣の扱いに長け、大小や能力も様々な妖獣を操る。彼女の妖獣は強いものから補助系、いたずら系まで幅広かったりする。また、妖獣使いのため彼女自身の戦闘力はないようにも見えるが、アパートの扉をぶち破る脚力はあるので舐めてると痛い目に遭う。
黒芒楼に備え、良守たちが1時間以内（アニメでは30分）で自分が捕まえられるかをテストしに来た。厳密なルールでは失格だが、チームワークが高かった（限と良守と時音が互いを信頼していた）ためにテストは合格だった。
13巻以降登場していなかったが、扇一郎討伐メンバーとして再登場した。
雷蔵（らいぞう）
声 - 高戸靖広
亜十羅の使役している雷を操る妖獣。目が全体紫の熊に似た姿をしており、額に稲妻模様がある。
分身の雷雲を遠隔操作し雷を落とす能力を持つが、身の危険を感じた場合は反射的に放電する。また、巨体だが動きも素早く攻撃力も高い。
限が大好きで舐めたりしており（限も満更でもない顔をしていた）、夜行の限の葬列にも参加していた。
魔耳郎（まじろう）
声 - 下和田裕貴
亜十羅の使役しているコウモリに似た妖獣。
亜十羅の指示を、念を飛ばして他の妖獣に伝える司令塔役。また耳もよいため、半径100メートル以内ならなにが起こったかがわかる。背中の羽で自由に空を飛ぶことがでる。また見た目より力があり、亜十羅の腰にくっついて空を飛ぶことも出来る。
潜助（せんすけ）
声 - 河杉貴志
アニメにて名前が判明。亜十羅の使役しているモグラに似た妖獣。
土の中から現れて相手を転ばせたりしている。
夜一（やいち）
声 - 大西健晴
亜十羅の使役しているユニコーンに似た戦闘用の妖獣で相当強い。
砂のように体をくずして敵にまとわりつく。月之丞とはあまり仲が良くなく、揃ってよく注意されている。
月之丞（つきのじょう）
声 - 村治学
亜十羅の使役しているグリフォンと月を足したような姿の戦闘用の妖獣で相当強い。
自由に空を飛ぶことができ、刀のような尾で敵を切り裂く。
よく夜一をからかい、揃って亜十羅に注意される。

## 烏森支部
建前はかっこよく聞こえるが実態はアパートを借りてその中で夜行の一部のメンバーが暮らしている（翡葉、箱田、箱田の母、閃、秀など）。
非常に多くの人が住んでおり、ドラえもんのように押し入れの中で寝ていたりする。志々尾のみは正守の配慮で1人だけ別の部屋にされた。
大首山の神佑地が被害にあってからは巻緒、武光、轟ら戦闘班の面々、烏森襲撃に備えて染木、織原らまじない班が増員されている。
翡葉 京一（ひば きょういち）
#諜報班参照。
箱田（はこた）（息子）
#諜報班参照。
箱田（はこた）（母）
声 - 岡本奈美
箱田の母。夜行烏森支部で家事などのサポートをしている。非常に明るい性格で常にほほえんでいる。
箱田を「僕ちゃん」と呼び励ましており、作中でも黒芒に行くメンバーに選ばれ怖がっていた箱田を励ましていた。
染木 文弥（そめぎ ふみや）
#まじない班参照。
織原 絲（おりはら いと）
#まじない班参照。

## その他
春日 夜未（かすが よみ）
声 - 桑島法子
鬼と契約し使役する、鬼使いの一族出身。十二人会第二客・鬼童院ぬらを大伯母に持つ。ヨキに唯一心を開いている。お茶が好き。
見た目はおかっぱ頭で着物姿の少女だが、実は正守より年上だったりする。
演技力が高く、諜報活動を得意とする（裏会の書を盗む、烏森に来たときは見事なドジっ娘を演じるなど）。
墨村正守にけしかけられ（妖の力が上がる烏森について教えられ）、唯一契約できた鬼・ヨキのために烏森乗っ取りを企むも失敗。その事件をきっかけに夜行の一員となり、夜行（正守）のために様々な情報を集めることとなる。また、実家から夜行に通っており、他のメンバーとはあまり親しくない模様。
正守のことを嫌っているようで正守の体調を心配したこともあるなど、正守にたいして複雑な感情を抱いている様子（刃鳥が正守に対してストライキを起こして正守が困っていると聞いた時少し喜んでいた）。
ヨキ
声 - 江川央生
夜未に使役される大きな鬼。性別は男。長い髪と小さな二本の角と鏃のような尾を持ち、アニメでは白髪に黄緑色の身体をしている。
ヨキという名前は夜未に名付けられたもので一人称は「ヨキ」。無邪気そのものだが心優しい性格。戦闘では鏃のような尾を武器に戦う模様。
大きいのでそれに見合った力はあるのだが元々の知能や能力は他の鬼よりも低くノロマな部分もある為に仲間の鬼からも馬鹿にされ、夜未の一族からも「愚鈍な鬼」と言われていた。
烏森の力により急激に変化し、無駄と称して優しさなども捨てたことで精神も傲慢になり、夜未との契約を解除して暴れ、一時的に力を得すぎて腕が自壊したりしていたが、最終的には時子の緊急要請でやってきた白道と黄道の攻撃でバラバラにされた。
その後はどうにか唯一残った角の破片から体長数cmの状態で再生するも、外見・知能は変化前に戻っており、これ以上の成長は困難であることが明らかになった。
操（みさお）
声 - 藤田咲
夜行の子供たちのお姉さん的存在の異能者の少女。
物と会話し「友達」になることで操る、所謂「物体に命を与えてお願いを聞かせる」能力を持つが、「友達」になれないものはもちろん操れない。能力で操った縄に「縄太」とつけていたことがある。
いつも人形を抱えていたり一人で居たりするが、多少一人遊びが好きなだけであり、見た目から大人しそうに見えるが実際は大人しいわけではない模様。
箱使いに人質にされたが正守の言葉を思い出し、機転を利かせて見事、箱使いから逃げ出した。その後も元気に夜行で暮らしている。
明（あきら）
声 - 川名真知子
操より少し年下の異能者の少年。
物体を瞬間的にだが透明にできる能力を持つ。その能力を使いサッカーでズルをすることがあり「見えんシュート（インビジブルシュート）」を放っていた。
箱使いに人質にされたが操とともに見事脱出した。その後も元気に夜行で暮らしている。
蜩（ひぐらし）
刃鳥のお付の長髪の男。髪の色は黄土色。
夜行には所属していないが、運送班などを手伝う。刃鳥を「美希様」と呼ぶ。
呪力で羽をつくり、空を飛ぶことが出来る能力を持つ。呪力を使うので羽をすぐに再生することが可能。
刃鳥を乗せて飛ぶときは彼女の足場を固定したり、呪力を紐のように形を変え、人をぶら下げることもできる。また、能力の羽は秋津の羽と違い、2人ぐらいなら乗せても難なく飛べる。
愛川
声 - 近藤広務
愛称は料理番長。夜行の料理番長（作者によればおそらく調理班と食料調達班の主任とのこと）。
筋骨隆々としているが、目や仕草が非常に乙女チック。だがオカマかどうかは不明。
菊水（きくすい）＆白菊（しらぎく）
双子の子供（少年少女）で顔は中性的でそっくり。性別は菊水が男、白菊が女。
菊水は救護班の主任。二人とも治癒能力を持っており、正守が扇一郎から受けた傷を癒したりしている。
黒芒楼が、初めて総力をあげて襲来した後、正守と共に烏森へ来るなど、正守に信頼されている。
子守の女性（仮称）
声 - 深沢エミ
女性。いつも胸のあたりに赤ん坊らしきもの（目は落ちくぼんでいる）を抱えている。
戦闘時にはそこから巨大な赤ん坊の霊らしきものが出てきて戦う。赤ん坊の霊は勝手に妖を喰うことがあり、女性から駄目よ！と叱られている。
佐藤 弘
眼鏡を掛けている。扇一郎討伐メンバーの一人で、名刺より名前が判明。
異能者の模様で、名刺で人を斬ることができる。